# Oliola
Oliola – gmina w Hiszpanii, w prowincji Lleida, w Katalonii, o powierzchni 86,45 km². W 2011 roku gmina liczyła 219 mieszkańców.